# Arthophacopsis
Arthophacopsis — рід грибів. Назва вперше опублікована 1998 року.

## Класифікація
До роду Arthophacopsis відносять 1 вид:
- Arthophacopsis parmeliarum